# Københavns Fondsbørs
 For alternative betydninger, se Børs (flertydig). (Se også artikler, som begynder med Børs)
Københavns Fondsbørs (engelsk Copenhagen Stock Exchange) (officielt NASDAQ Copenhagen A/S) er et selskab, som formidler rejsning af kapital for selskaber via handel med værdipapirer. 
Børsvirksomheden startede i Christian 4.s børsbygning, opført i 1620'erne for at tjene som varebørs, men lokalerne blev for små i 1974, og fondsbørsen flyttede til Nikolaj Plads 6.
Københavns Fondsbørs blev i 1996 omdannet fra en selvejende institution til et aktieselskab i forbindelse med den såkaldte Børsreform II, der ophævede børsmonopolet. Aktiekapitalen blev fordelt med 60% til de handlende medlemmer og med 20% til såvel aktie- som obligationsudstederne.
Selskabet blev i 2005 overtaget af det svenske selskab OMX, der også drev fondsbørser i andre nordiske og baltiske lande. OMX blev i 2008 lagt ind under den amerikanske virksomhed Nasdaq, Inc. og de skandinaviske aktiviteter blev herefter indtil 2014 drevet under navnet NASDAQ OMX, og de danske aktiviteter under navnet NASDAQ OMX København/NASDAQ OMX Copenhagen. Den 1. oktober 2014 udgik navnet OMX, og den danske afdelingen har herefter haft navnet Nasdaq Copenhagen I offentligheden bruges navnet Københavns Fondsbørs dog stadig oftest.
Under Københavns Fondsbørs hører også First North.
De 25 mest omsatte aktier på Københavns Fondsbørs udgør C25-indekset.

## Administrerende direktører
- 1987 – 1997 Bent Mebus
- 1997 – 1998 Lars Johansen
- 1998 – 2006 Hans-Ole Jochumsen
- 2006 – 2008 Jan Ovesen
- 2008 – 2017 Bjørn Sibbern
- 2017 – Nikolaj Kosakewitsch